# Chloroclystis latifasciata
Espèce
Chloroclystis latifasciata est une espèce de lépidoptères (papillons) de la famille des Geometridae.

## Répartition
Chloroclystis latifasciata est présent à La Réunion, à l'île Maurice et à Madagascar. 

## Description
Chloroclystis latifasciata a une envergure d'environ 16-18 mm.